# الإسلام في لاوس

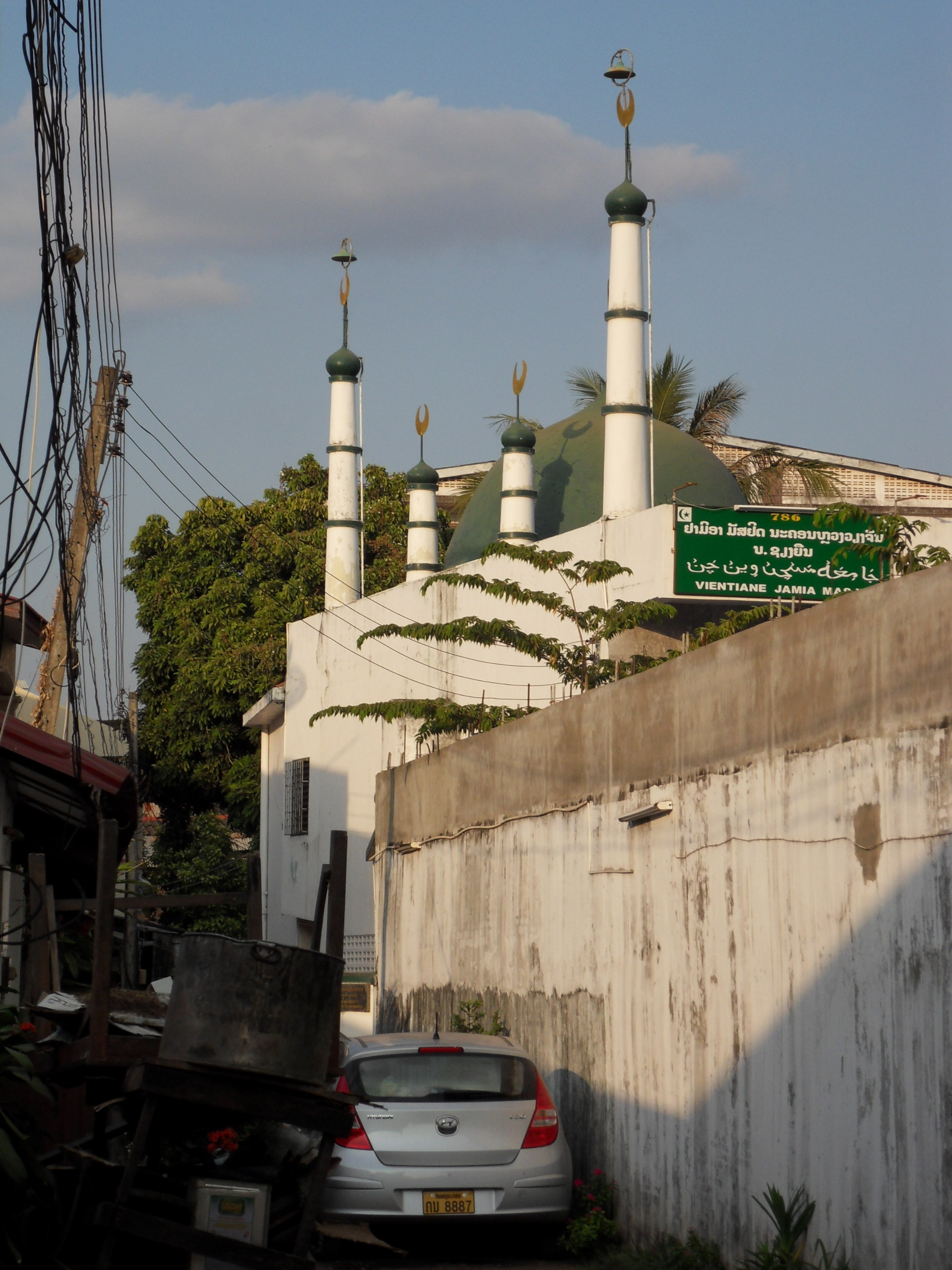
المسجد الجامع في فيينتيان عاصمة لاوس

تعترف حكومة لاوس حاليًا بأربع ديانات هي البوذية والمسيحية (بمذاهبها الكاثوليكية والإنجيلية والسبتية) والإسلام والبهائية.
ويمثل المسلمون أقلية متناهية في الصغر في جمهورية لاوس الديمقراطية الشعبية ذات الأغلبية البوذية؛ إذ لا يتجاوز عددهم 0.01% من سكان البلاد. يعيش مسلمو لاوس غالبًا في المناطق الحضرية، ويتجمعون بالأساس في العاصمة فيينتيان.
وفقًا لتقرير الحريات الدينية الدولي الصادر سنة 2008 عن مكتب الديمقراطية وحقوق الإنسان والعمل بالخارجية الأمريكية فإن معظم مسلمي العاصمة هم من المقيمين الدائمين من أصول أجنبية من جنوب شرق آسيا وكمبوديا. وتؤوي لاوس جالية صغيرة من المسلمين من عرقية تشام نزحت من كمبوديا فرارًا من الخمير الحمر.
يعمل معظم مسلمي لاوس في التجارة ويديرون متاجر للحوم. ويوجد في العاصمة فيينتيان مسجدان سنيان، ولكن القائمين عليهما لا يمانعون في أداء المسلمين الشيعة لشعائرهم فيه.